# لوون یوانگولیانتس
لوون باغداساری یوانگولیانتس (ارمنی: Լևոն Բաղդասարի Եվանգուլյանց (Եվանգուլով)؛  زادهٔ ۵ ژانویهٔ ۱۹۰۱ - درگذشته ۲ ژوئیهٔ ۱۹۸۶) مهندس، مکانیک، معمار، استاد اهل ارمنستان بود.

## زندگی
وی در ۱۸ ژانویه [سبک قدیمی: ۵ ژانویه] ۱۹۰۱ در ولادی‌قفقاز به دنیا آمد و از انستیتو هوانوردی مسکو (۱۹۳۰) فارغ‌التحصیل گشت. همچنین برندهٔ جوایزی همچون نشان پرچم سرخ کار، نشان انقلاب اکتبر، نشان برجسته افتخار و جایزه دولتی اتحاد شوروی شده است. وی در ۲ ژوئیهٔ ۱۹۸۶ در سن ۸۵ سالگی درگذشت.

## یادداشت
1. ↑  Մոսկվայի ավիացիոն ինստիտուտ